# Hiperpigmentação
A hiperpigmentação é o escurecimento de uma área da pele ou das unhas causada pelo aumento da melanina.

## Causas
A hiperpigmentação pode ser causada por danos causados pelo sol, inflamação ou outras lesões da pele, incluindo aquelas relacionadas à acne vulgar.:854 Pessoas com tons de pele mais escuros são mais propensas à hiperpigmentação, especialmente com exposição excessiva ao sol.
Muitas formas de hiperpigmentação são causadas por um excesso de produção de melanina. A hiperpigmentação pode ser difusa ou focal, afetando áreas como a face e o dorso das mãos. A melanina é produzida pelos melanócitos na camada inferior da epiderme. A melanina é uma classe de pigmento responsável por produzir cor no corpo em locais como olhos, pele e cabelo. O processo de síntese de melanina (melanogênese) começa com a oxidação da del-tirosina para l-dopa (ou Levodopa) pela enzima tirosina hidroxilase, então para L-dopaquinona e dopacromo, que formam a melanina.
À medida que o corpo envelhece, a distribuição dos melanócitos torna-se menos difusa e sua regulação menos controlada pelo corpo. A luz ultravioleta estimula a atividade dos melanócitos e, onde a concentração das células é maior, ocorre a hiperpigmentação. Outra forma de hiperpigmentação é a Hiperpigmentação Pós-Inflamatória (HPI). Trata-se de manchas escuras e descoloridas que aparecem na pele após a cura da acne.

### Doenças e condições
A hiperpigmentação está associada a várias doenças ou condições, incluindo as seguintes:
- Doença de Addison e outras fontes de insuficiência adrenal, nas quais os hormônios que estimulam a síntese de melanina, como o hormônio alfa-estimulante de melanócitos (a-MSH), são frequentemente elevados.
- Doença de Cushing ou outra produção excessiva de hormônio adrenocorticotrófico (ACTH), já que a produção de MSH é um subproduto da síntese de ACTH a partir da pró-opiomelanocortina (POMC).
- Acantose nigricans - hiperpigmentação de áreas intertriginosas associada à resistência à insulina.
- Melasma, também conhecido como 'cloasma' ou a “máscara da gravidez”, quando ocorre em gestantes. — É um problema de pele comum que causa hiperpigmentação irregular descolorida escura. Geralmente ocorre na face e é simétrico, com marcas correspondentes em ambos os lados da face. A condição é muito mais comum em mulheres do que em homens, embora os homens também possam contraí-la. Segundo a Academia Americana de Dermatologia (AAD - American Academy of Dermatology), 90% das pessoas que desenvolvem melasma são mulheres.[7]
- Marcas pós-acne de hiperpigmentação pós-inflamatória.
- Linea nigra (latim para "linha negra") - uma linha hiperpigmentada encontrada no abdômen durante a gravidez.
- Síndrome de Peutz-Jeghers (SPJ) - uma doença autossômica dominante caracterizada por máculas hiperpigmentadas nos lábios e mucosa oral, além de pólipos gastrointestinais.
- Exposição a certos produtos químicos, como ácido salicílico, bleomicina e cisplatina.
- Melanose do fumante.
- Doença celíaca.
- Síndrome de Cronkhite-Canadá (CCS).
- Porfiria.
- Infecções fúngicas Tinea, como a micose por exemplo.
- Hemocromatose - um distúrbio genético comum, mas debilitante, caracterizado pelo acúmulo crônico de ferro no corpo.
- Intoxicação por mercúrio - particularmente casos de exposição cutânea resultante da aplicação tópica de pomadas mercuriais ou cremes clareadores da pele.
- Deficiência de aromatase.
- Síndrome de Nelson.
- Doença de Graves.
- Displasia imuno-óssea de Schimke (DIOS).[8]
- Como resultado de tinea cruris (micose na virilha ou coceira de jóquei).
- Devido à deficiência de B12.[9]
- Dermatite atópica como resultado de inflamação.[10]

Às vezes, a hiperpigmentação pode ser induzida por procedimentos dermatológicos a laser.

## Diagnóstico
- Um exame físico, incluindo exame com lâmpada de Wood (luz negra) e uma história detalhada do paciente, são geralmente suficientes para o diagnóstico.
- Exame de pele.
- Visualização do histórico médico do paciente.

## Tratamento
Há uma ampla variedade de tratamentos despigmentantes usados para condições de hiperpigmentação, e as respostas à maioria deles podem variar.
Na maioria das vezes, o tratamento para hiperpigmentação causada pela superprodução de melanina (como melasma, cicatrizes de acne, manchas hepáticas) inclui o uso de agentes despigmentantes tópicos, que variam em eficácia e segurança, bem como em regras de prescrição.

### Tratamentos tópicos
Muitos tratamentos tópicos interrompem a síntese de melanina inibindo a enzima tirosina hidroxilase.
Nos EUA, alguns deles podem precisar de prescrição médica, especialmente quando é necessário em altas doses, como hidroquinona, ácido azelaico, e ácido kójico. Outros estão disponíveis sem receita médica, como a niacinamida,l - ácido ascórbico, retinóides como a tretinoína, ou cloridrato de cisteamina. A hidroquinona era o tratamento de hiperpigmentação mais comumente prescrito antes que as preocupações de segurança a longo prazo fossem levantadas,  o que fez com que seu uso geral torna-se mais regulamentado em vários países e fosse desencorajado pela OMS. Nos EUA, apenas 2% dos tratamentos tópicos com hidroquinona são atualmente vendidos sem receita e 4% precisam de receita médica. Na UE, a hidroquinona foi banida de aplicações cosméticas. De acordo com o principal dermatologista de celebridades, Dr. Chytra Anand, ingredientes ativos como alcaçuz, ácido málico, ácido glicólico e lático, niacinamida, vitamina C e açafrão em uma rotina diária de cuidados com a pele também podem ajudar a reduzir a pigmentação.

### Tratamentos Orais
Medicação oral com procianidina, com adição de de vitaminas A, C e E, se mostra promissora como também segura e eficaz para o melasma epidérmico. Em um estudo randomizado, duplo-cego, controlado por placebo de 8 semanas em 56 mulheres filipinas, o tratamento foi associado a melhorias significativas nas regiões malar esquerda e direita, além de ter sido seguro e bem tolerado. Outros tratamentos que não envolvem agentes tópicos também estão disponíveis, incluindo lasers de fração e dermoabrasão.

### Tratamentos a Laser
Clareamento através da utilização do laser Neodímio YAG (ítrio-alumínio-granada) e de luz intensa pulsada (LIP) têm sido usados para tratar hiperpigmentação, tais como melasma e hiperpigmentação pós-inflamatória.